# Timidilato

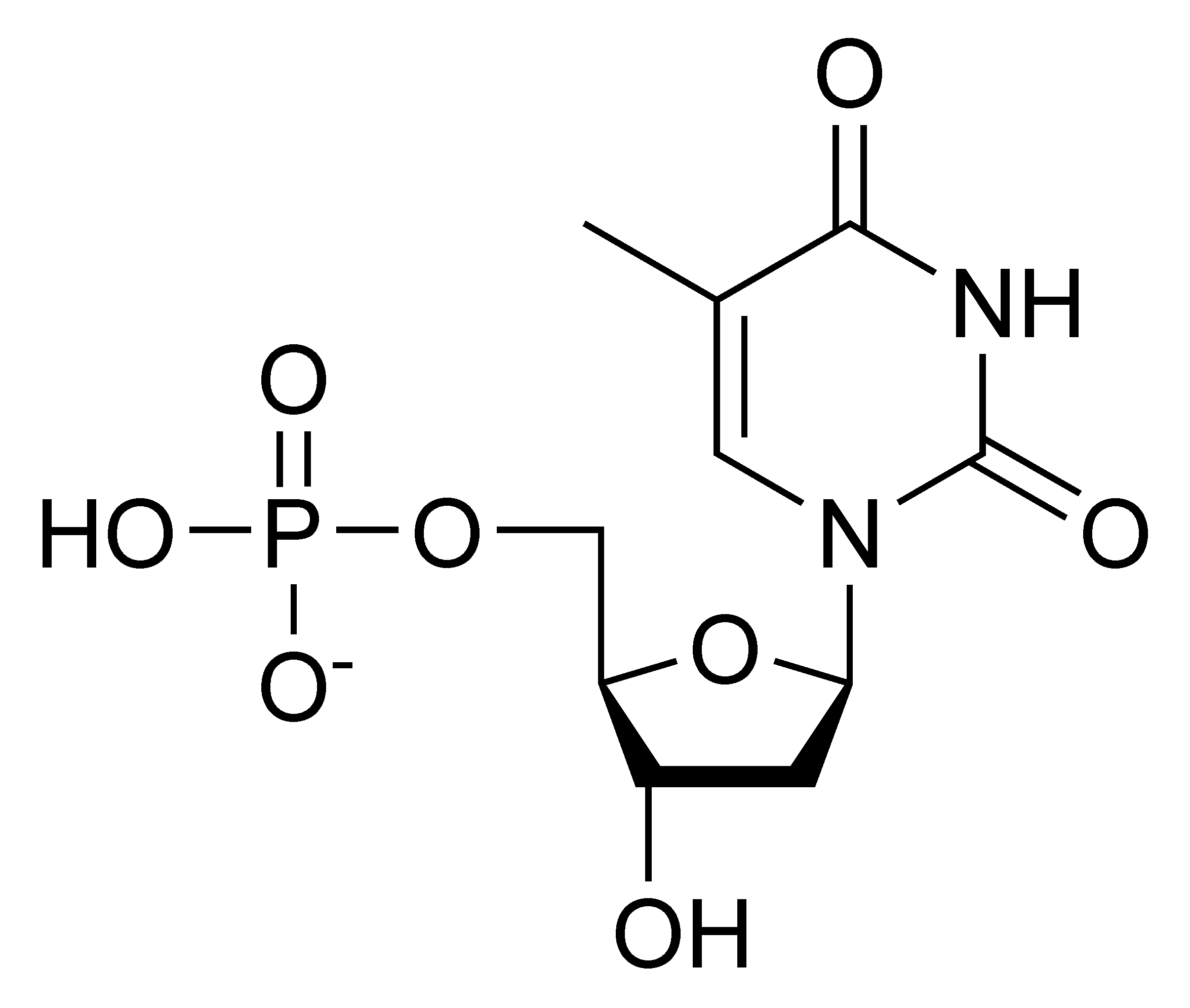
Imagen de la estructura molecular del monofosfato de timidina.
Fórmula: C_{10}H_{14}N_{2}O_{8}P

La timidina monofosfato o 5'-timidilato (abreviado TMP) es un nucleótido pirimidínico encontrado en la molécula de ADN. Químicamente es un éster del ácido fosfórico con un nucleósido de timidina. El timidilato consiste en un grupo funcional fosfato, una pentosa (monosacárido) llamada desoxirribosa y una base nitrogenada llamada timina. La timidina monofosfato es indispensable para la división celular. 